# DM i cykelcross 2019
Danmarksmesterskaberne i cykelcross 2019 var den 50. udgave af DM i cykelcross. Mesterskabet fandt sted 13. januar 2019 ved Syddansk Universitets arealer i Odense.
Hos kvinderne vandt Caroline Bohé det andet danmarksmesterskab i karrieren. Sebastian Fini vandt elite-herrernes løb for andet år i træk, og det tredje i karrieren.

## Resultater
| Event        | Guld                  | Sølv                    | Bronze                     |
| ------------ | --------------------- | ----------------------- | -------------------------- |
| Herrer       |                       |                         |                            |
| Herrer elite | Sebastian Fini        | Kenneth Hansen          | Joachim Parbo              |
| U23 Herrer   | Andreas Lund Andresen | Jonas Lindberg          | Rasmus Wulff Nørholm Gøtke |
| Herrejunior  | Joshua Gudnitz        | Markus Kaad Heuer       | Tobias Lillelund           |
| Damer        |                       |                         |                            |
| Damer elite  | Caroline Bohé         | Viktoria Smidth Knudsen | Signe Koch                 |